# Johannes de Muris

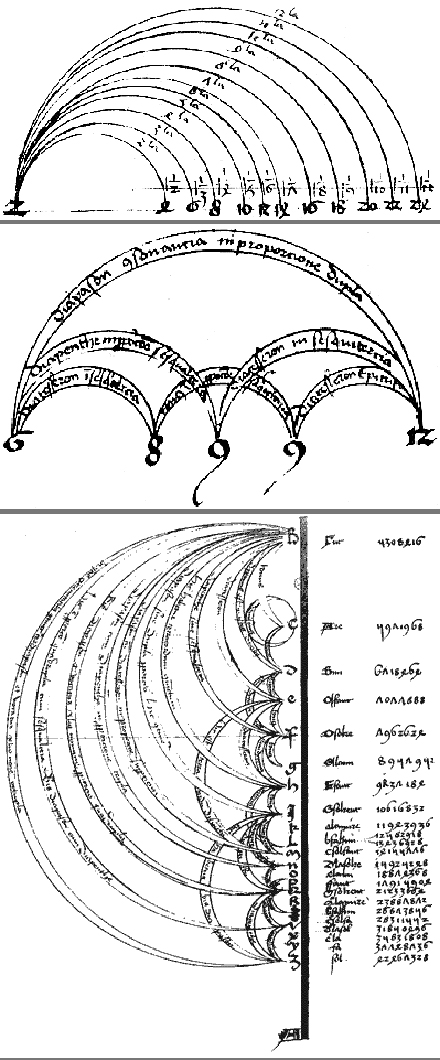
Libellus cantus mensurabilis

Johannes de Muris (Normandia, 1300 circa – 1350) è stato un teorico della musica, matematico, astronomo e riformatore del calendario francese.

## Biografia
De Muris ha insegnato da 1321 all'università della Sorbona a Parigi dove è morto presumibilmente intorno al 1350. Fu uno dei più influenti teorici dell'Ars nova. I trattati da lui scritti furono Musica practica e Musica speculativa. Scrisse inoltre di matematica in Quadripartitum numerorum del 1343 e di proposta per la riforma del calendario nel 1317.
De Muris contribuì anche alla diffusione delle Tavole alfonsine.
Nel 1318 misurò ad Évreux l'inclinazione dell'eclittica (e osservò l'equinozio) con un quadrante di propria fabbricazione e di 15 piedi di raggio. Egli osservò anche le congiunzioni.
 Ci sono anche indicazioni sue su ulteriori osservazioni astronomiche (come l'eclissi solare del 3 marzo 1337) in Bernay, Fontevrault, Évreux, Parigi e Mézières-en-Brenne contenute in un manoscritto nell'Escorial.

## Opere

### Musica
- Musica practica
- Musica speculativa secundum Boethium (1323)

### Matematica
- Canones tabule tabularum (1321)
- Quadripartitum numerorum (1343)
- Arithmetica speculativa (1343)
- Figura inveniendi sinus kardagrum

### Riforma del calendario
- Epistola super reformatione antiqui kalendarii (1317)